# Blastaar
Blastaar a Marvel Comics egy kitalált szereplője, a Negatív Zónában élő szuperbűnöző, Annihilius és a Fantasztikus Négyes ellensége.

## A szereplő története
Blastaar az "antianyag-univerzum", vagyis az úgynevezett Negatív Zóna egyik bolygójának, Baluurnak a királya. Hosszú éveken át kegyetlenül uralkodott. Ezeknek az éveknek alattvalói lázadása vetett véget. A lázadók egy speciális adhéziós öltözetbe zárták, amelyet nem tudott levenni magáról, kilökték a Negatív Zóna űrjébe, és a sorsára hagyták.
Blastaar végül "kitört a börtönéből", és megpillantotta Reed Richardst a Fantasztikus Négyesből, valamint Tritont (Nem-Embrek), akik éppen visszatérni készültek a Földre a Negatív Zónából. Bllastaar követte őket a Földet a Zónától elválasztó interdimenzionális átjárón át, amelyet Reed Richards nyitott meg a Negatív Zónában.
A Fantasztikus Négyes visszavetette Blastaart a Zónába, ám ő ezt követően több alkalommal visszatért, azt remélve, hogy az uralma alá hajthatja.
Végül Baluur közvéleménye mellé állt, így nemcsak a trónját kapta vissza, de bolygója erőinek összevonásával Baluurt vezető hatalommá tette az egész Negatív Zónában.
A Föld számára továbbra is halálos fenyegetést jelent.

### Magyarországi bemutatása
Blastaar Magyarországon első megjelenése alkalmával a Bosszú Angyala csoporttal és az Örökkévalók különleges fajával csapott össze a Marvel Extra lapjain 1996 augusztusában. Az eredeti történet címe "Avengers 310" volt.
A történet részben a Földön részben a Negatív Zónában játszódik közvetlen azután, hogy Annihilus, szövetségese, valamit maroknyi csapata Blastaar ellen fordult. Harcosai egy sztázis sugárral megbéklyózták. Teste atomszerkezete azonban így kibírta Annihilus csapását. Űrhajója későbbi pusztulását követően eszméletlenül hánykolódott a Negatív Zóna végtelenjében, míg egy  örvény magában nem szívta ami az Örökkévalók Zónában vándorló városánál vetette ki.
Vezérük elé vitték, aki Balstaar számára hihetetlen mód egy nő volt.
Az asszony meggyógyította, Balstaar pedig "hálából" a lehető leggyorsabban végezni akart velük és szétszórta atomjaikat a Zónában.
Az Örökkévalókat csak a Bosszú Angyalainak közbelépése és testük sajátos szerkezete – melyet molekuláris szinten ellenőrzésük alatt tartanak- mentették meg.

## Képességei
Blastaar legfőbb hatalmát az adja, hogy képes egy ismeretlen fajta kinetikus erőt, amelyet ujjhegyein keresztül tud gerjeszteni ahhoz, hogy 8 méter távolságból átlyukasszon egy 20–25 cm vastag titán bevonatú acéltestet.
Pusztító erejének legnagyobb hatósugara körülbelül 300 méter, ám a lövés pontossága ebből a távolságból már meglehetősen csekély.
Ha megfelelő odafigyeléssel engedi ki ujjaiból nukleáris rakéra gyanánt szelheti át vele a teret.
Emellett emberfeletti fizikai erővel és rugalmassággal rendelkezik, képes elviselni szélsőséges hőmérsékleti viszonyokat is, így akár 10 atmoszférás nyomást is kibír.
Bőre felfog egy harmincas kaliberű fegyver lövedékét is sérülés nélkül.
Hetekig bírja táplálék nélkül, és önhibernáció segítségével a légüres térben is hónapokig életben marad.